# العلاقات الأوغندية الصومالية
العلاقات الأوغندية الصومالية هي العلاقات الثنائية التي تجمع بين أوغندا والصومال.

## مقارنة بين البلدين
هذه مقارنة عامة ومرجعية للدولتين:
| وجه المقارنة                                              | أوغندا                        | الصومال                        |
| --------------------------------------------------------- | ----------------------------- | ------------------------------ |
| المساحة (كم2)                                             | 241.04 ألف                    | 637.66 ألف                     |
| عدد السكان (نسمة)                                         | 42.86 مليون                   | 14.74 مليون                    |
| الكثافة السكانية (ن./كم²)                                 | 177.81                        | 23.12                          |
| العاصمة                                                   | كامبالا                       | مقديشو                         |
| اللغة الرسمية                                             | لغة إنجليزية، اللغة السواحلية | اللغة الصومالية، اللغة العربية |
| العملة                                                    | شيلينغ أوغندي                 | شلن صومالي                     |
| الناتج المحلي الإجمالي (بليون دولار)                      | 25.89 مليار                   | 7.37 مليار                     |
| الناتج المحلي الإجمالي (تعادل القوة الشرائية) بليون دولار | 72.25 مليار                   |                                |
| الناتج المحلي الإجمالي الاسمي للفرد دولار أمريكي          | 705                           | 549                            |
| الناتج المحلي الإجمالي للفرد دولار أمريكي                 | 1.77 ألف                      |                                |
| مؤشر التنمية البشرية                                      | 0.483                         |                                |
| رمز المكالمات الدولي                                      | +256                          | +252                           |
| رمز الإنترنت                                              | .ug                           | .so                            |
| المنطقة الزمنية                                           | ت ع م+03:00                   | ت ع م+03:00                    |

## منظمات دولية مشتركة
يشترك البلدان في عضوية مجموعة من المنظمات الدولية، منها:
| علم المنظمة | اسم المنظمة                                 | تاريخ انضمام أوغندا | تاريخ انضمام الصومال |
| ----------- | ------------------------------------------- | ------------------- | -------------------- |
|             | مؤسسة التنمية الدولية                       | 27 سبتمبر 1963      | 31 أغسطس 1962        |
|             | يونسكو                                      | 9 نوفمبر 1962       | 15 نوفمبر 1960       |
|             | الأمم المتحدة                               | 25 أكتوبر 1962      | 20 سبتمبر 1960       |
|             | مجموعة دول أفريقيا والكاريبي والمحيط الهادئ | ?                   | ?                    |
|             | الفريق المعني برصد الأرض                    | ?                   | ?                    |
|             | الاتحاد البريدي العالمي                     | ?                   | ?                    |
|             | البنك الدولي للإنشاء والتعمير               | 27 سبتمبر 1963      | 31 أغسطس 1962        |
|             | منظمة التعاون الإسلامي                      | ?                   | ?                    |
|             | منظمة حظر الأسلحة الكيميائية                | ?                   | ?                    |
|             | الاتحاد الدولي للاتصالات                    | 8 مارس 1963         | 28 سبتمبر 1962       |
|             | مؤسسة التمويل الدولية                       | 27 سبتمبر 1963      | 31 أغسطس 1962        |
|             | المركز الدولي لتسوية المنازعات الاستشارية   | 14 أكتوبر 1966      | 30 مارس 1968         |
|             | منظمة الشرطة الجنائية الدولية               | ?                   | ?                    |
|             | الاتحاد الأفريقي                            | ?                   | ?                    |
|             | البنك الإفريقي للتنمية                      | ?                   | ?                    |

## وصلات خارجية
- موقع وزارة الخارجية الأوغندية
- موقع وزارة الخارجية الصومالية